# Thouinia villosa
Thouinia villosa är en kinesträdsväxtart som beskrevs av Moc. & Sesse och Dc.. Thouinia villosa ingår i släktet Thouinia och familjen kinesträdsväxter. Inga underarter finns listade i Catalogue of Life.